# Списак синглова на првом месту Билборд хот 100 листе у 2008. години
Билборд хот 100 је топ-листа синглова коју саставља и сваке недеље објављује амерички часопис „Билборд”. Саставља се на основу пуштања синглова на радио-станицама и на основу броја продатих копија синглова, и то без обзира на њихов музички правац. Током 2008. године 14 синглова се нашло на првом месту.
Песма Low репера Фло Рајде се прва нашла на првом месту где се задржала рекордних 10 седмица. Песма која се последњи пут толико дуго задржала пре тога је био сингл Irreplaceable певачице Бијонсе крајем 2006. године. Low је постао најпопуларнији сингл у САД у 2008. години пошто се нашао на првом месту Билбордове листе најбољих 100 синглова на крају 2008. године. Остали запажени синглови су I Kissed a Girl од Кејти Пери са седам узастопних и Whatever You Like репера T.I. са пет седмица са прекидима.
Седам извођача је током 2008. могло да се похвали својим синглом на првом месту листе, а то су били Фло Рајда, Лиона Луис, Лил Вејн, Coldplay и Кејти Пери као главни извођачи и Јанг Џизи и Статик Мејџор као гостујући извођачи. Статик Мејџор је постао седми музичар који је постхумно достигао прво место листе и то након смрти 25. фебруара 2008, а T.I. је са Whatever You Like први пут достигао прво место као главни извођач након што је 2006. то успео са Џастином Тимберлејком као гостујући на песми My Love. Он је такође и био извођач са највише седмица на првом месту рачунајући и сингл Live Your Life који је снимио са Ријаном и која је са прекидима била на врху листе шест седмица, тако да је укупно 13 седмица провео на првом месту. Управо су T.I. и Ријана музичари са више од једне песме на листи; Ријана их је имала три, а T.I. две. Ријана је са укупно девет седмица на првом месту боља од осталих женских извођача.
Међу сингловима који су се истакли у 2008. години био је и Womanizer Бритни Спирс који је у рекордном периоду доживео скок са 96. места на врх листе. Ово је био њен други сингл на првом месту и први после девет година. Touch My Body певачице Мараје Кери је био њен 18. сингл на првом месту и тако је престигла Елвиса Преслија по том критеријуму и достигла друго место извођача по броју синглова на првом месту листе од почетка рок ере 1955. Прво место место заузима група The Beatles са 20 синглова. Лиона Луис је захваљујући песми Bleeding Love постала трећи британски извођач на врху Билбордове листе и први од 1981. године који је то учинио са деби синглом. I Kissed a Girl је понела титулу 1000. песме на врху листе од почетка рок ере. Иако је била на првом месту током шест од укупно 13 летњих седмица, музички критичари су били у дилеми и подељених мишљења око избора песме лета 2008. године.

## Списак песама
| Најпопуларнији сингл 2008. године | Најпопуларнији сингл 2008. године |

| Бр. | Датум издавања листе | Песма                            | Извођач(и)               | Реф.          |
| --- | -------------------- | -------------------------------- | ------------------------ | ------------- |
| 954 | 5. јануар            | Low                              | Фло Рајда и T-Pain       | [ 22 ]        |
| 954 | 12. јануар           | Low                              | Фло Рајда и T-Pain       | [ 23 ]        |
| 954 | 19. јануар           | Low                              | Фло Рајда и T-Pain       | [ 24 ]        |
| 954 | 26. јануар           | Low                              | Фло Рајда и T-Pain       | [ 25 ]        |
| 954 | 2. фебруар           | Low                              | Фло Рајда и T-Pain       | [ 26 ]        |
| 954 | 9. фебруар           | Low                              | Фло Рајда и T-Pain       | [ 27 ]        |
| 954 | 16. фебруар          | Low                              | Фло Рајда и T-Pain       | [ 28 ]        |
| 954 | 23. фебруар          | Low                              | Фло Рајда и T-Pain       | [ 29 ]        |
| 954 | 1. март              | Low                              | Фло Рајда и T-Pain       | [ 30 ]        |
| 954 | 8. март              | Low                              | Фло Рајда и T-Pain       | [ 2 ]         |
| 955 | 15. март             | Love in This Club                | Ашер и Јанг Џизи         | [ 31 ]        |
| 955 | 22. март             | Love in This Club                | Ашер и Јанг Џизи         | [ 32 ]        |
| 955 | 29. март             | Love in This Club                | Ашер и Јанг Џизи         | [ 33 ]        |
| 956 | 5. април             | Bleeding Love                    | Лиона Луис               | [ 34 ]        |
| 957 | 12. април            | Touch My Body                    | Мараја Кери              | [ 16 ] [ 17 ] |
| 957 | 19. април            | Touch My Body                    | Мараја Кери              | [ 35 ]        |
| ре  | 26. април            | Bleeding Love                    | Лиона Луис               | [ 36 ]        |
| 958 | 3. мај               | Lollipop                         | Лил Вејн и Статик Мејџор | [ 8 ]         |
| ре  | 10. мај              | Bleeding Love                    | Лиона Луис               | [ 37 ]        |
| ре  | 17. мај              | Bleeding Love                    | Лиона Луис               | [ 38 ]        |
| 959 | 24. мај              | Take a Bow                       | Ријана                   | [ 39 ] [ 40 ] |
| ре  | 31. мај              | Lollipop                         | Лил Вејн и Статик Мејџор | [ 41 ]        |
| ре  | 7. јун               | Lollipop                         | Лил Вејн и Статик Мејџор | [ 42 ]        |
| ре  | 14. јун              | Lollipop                         | Лил Вејн и Статик Мејџор | [ 43 ]        |
| ре  | 21. јун              | Lollipop                         | Лил Вејн и Статик Мејџор | [ 44 ]        |
| 960 | 28. јун              | Viva la Vida                     | Coldplay                 | [ 9 ] [ 45 ]  |
| 961 | 5. јул               | I Kissed a Girl                  | Кејти Пери               | [ 10 ] [ 46 ] |
| 961 | 12. јул              | I Kissed a Girl                  | Кејти Пери               | [ 47 ]        |
| 961 | 19. јул              | I Kissed a Girl                  | Кејти Пери               | [ 48 ]        |
| 961 | 26. јул              | I Kissed a Girl                  | Кејти Пери               | [ 49 ]        |
| 961 | 2. август            | I Kissed a Girl                  | Кејти Пери               | [ 50 ]        |
| 961 | 9. август            | I Kissed a Girl                  | Кејти Пери               | [ 51 ]        |
| 961 | 16. август           | I Kissed a Girl                  | Кејти Пери               | [ 52 ]        |
| 962 | 23. август           | Disturbia                        | Ријана                   | [ 53 ]        |
| 962 | 30. август           | Disturbia                        | Ријана                   | [ 54 ]        |
| 963 | 6. септембар         | Whatever You Like                | T.I.                     | [ 11 ]        |
| 963 | 13. септембар        | Whatever You Like                | T.I.                     | [ 55 ]        |
| 963 | 20. септембар        | Whatever You Like                | T.I.                     | [ 56 ]        |
| 964 | 27. септембар        | So What                          | Пинк                     | [ 57 ]        |
| ре  | 4. октобар           | Whatever You Like                | T.I.                     | [ 58 ]        |
| ре  | 11. октобар          | Whatever You Like                | T.I.                     | [ 59 ]        |
| 965 | 18. октобар          | Live Your Life                   | T.I. и Ријана            | [ 60 ]        |
| 966 | 25. октобар          | Womanizer                        | Бритни Спирс             | [ 61 ] [ 62 ] |
| ре  | 1. новембар          | Whatever You Like                | T.I.                     | [ 63 ]        |
| ре  | 8. новембар          | Whatever You Like                | T.I.                     | [ 5 ]         |
| ре  | 15. новембар         | Live Your Life                   | T.I. и Ријана            | [ 64 ]        |
| ре  | 22. новембар         | Live Your Life                   | T.I. и Ријана            | [ 65 ]        |
| ре  | 29. новембар         | Live Your Life                   | T.I. и Ријана            | [ 66 ]        |
| ре  | 6. децембар          | Live Your Life                   | T.I. и Ријана            | [ 67 ]        |
| 967 | 13. децембар         | Single Ladies (Put a Ring on It) | Бијонсе                  | [ 68 ]        |
| ре  | 20. децембар         | Live Your Life                   | T.I. и Ријана            | [ 13 ]        |
| ре  | 27. децембар         | Single Ladies (Put a Ring on It) | Бијонсе                  | [ 69 ]        |

## Додатни извори
- Fred Bronson's Billboard Book of Number 1 Hits, 5th Edition ( 0-8230-7677-6)
- Joel Whitburn's Top Pop Singles 1955-2008, 12 Edition ( 0-89820-180-2)
- Joel Whitburn Presents the Billboard Hot 100 Charts: The 2000s ( 0-89820-182-9)